# 妮娜·奇利
妮娜·奇利（義大利語：Maria Chiara Fraschetta，1980年2月2日—），其藝名Nina Zilli更為人熟知，是一名義大利創作歌手。她的首張單曲《50mila》發行後，她取得了商業上的成功，隨後發行專輯《SEMPRE lontano》，並參加2010年聖雷莫音樂節新人節。在2012年聖雷莫音樂節期間，Zilli被選為代表意大利出席在亞塞拜然巴庫舉行的2012年歐洲歌唱大賽，並以101分獲得第9名。